# Museo del Piropo
Il Museo del Piropo è un museo situato a Martiniana Po, provincia di Cuneo.
Il piccolo museo è completamente dedicato al piropo, un minerale del gruppo del granato e molto raro presente in pochi luoghi al mondo, uno dei quali è Martiniana Po. Il giacimento di Martiniana Po è stato classificato come geosito di valore internazionale.
L'esposizione è suddivisa in tre sale e dedica uno spazio alla spiegazione della storia geologica della Valle Po e all'argomento dei cristalli e dalla loro formazione e struttura.
Nell'ultima sala, attrezzata come sala video, la proiezione di filmati e documentari approfondisce gli argomenti trattati.
Il museo si trova all'interno del Parco del Monviso e della riserva della biosfera transfrontaliera UNESCO chiamata Riserva della Biosfera del Monviso.